# Королаз широкобровий
Королаз широкобровий (Climacteris picumnus) — вид горобцеподібних птахів родини королазових (Climacteridae).

## Поширення
Ендемік Австралії. Досить поширений птах на сході країни. Населяє відкриті ліси, буш та рідколісся з переважанням евкаліпта.

## Опис
Тіло завдовжки 14-18 см і вагою 22-44 г. Верх голови червонувато-сірий. Спина та крила коричневі (махові крил темно-коричневі). Лице, шия, груди та крижі попелясті. Брови та горло світло-сірі. Від дзьоба через око йде тонка чорна смужка. Черево біле, окремі пір'їни мають коричневу облямівку, що створює загальний рябий візерунок. У самиць світліше лице, ніж у самця.

## Спосіб життя
Вид мешкає в евкаліптових лісах та рідколіссях різних типів. Осілі птахи. Активні вдень. У позашлюбний період трапляються невеликими групами до 8 птахів. Більшу частину дня проводять у пошуках поживи. Живляться комахами, їх личинками, яйцями та іншими безхребетними, збираючи їх на стовбурах, гілках та під корою дерев.
Моногамні птахи. Сезон розмноження триває з липня по грудень. Гнізда будують у дуплах. Дно вистелюють травою та мохом. У гнізді 3-4 рожевих яйця. Інкубація триває 14-16 днів. Про пташенят піклуються обидва партнери. Часто їм допомагають самці попередніх виводків. Гніздо залишають через 21-26 днів. Самостійними стають через 40 днів.